# Taymir Burnet
Taymir Burnet (Willemstad, Antillas Neerlandesas, 1 de octubre de 1992) es un deportista neerlandés que compite en atletismo, especialista en las carreras de velocidad.
Ganó una medalla de bronce en el Campeonato Mundial de Atletismo en Pista Cubierta de 2022 y dos medallas en el Campeonato Europeo de Atletismo, en los años 2018 y 2024.

## Palmarés internacional
| Campeonato Mundial en Pista Cubierta | Campeonato Mundial en Pista Cubierta | Campeonato Mundial en Pista Cubierta | Campeonato Mundial en Pista Cubierta |
| Año                                  | Lugar                                | Medalla                              | Prueba                               |
| ------------------------------------ | ------------------------------------ | ------------------------------------ | ------------------------------------ |
| 2022                                 | Belgrado (Serbia)                    | Medalla de bronce                    | 4 × 400 m                            |
| Campeonato Europeo                   |                                      |                                      |                                      |
| Año                                  | Lugar                                | Medalla                              | Prueba                               |
| 2018                                 | Berlín (Alemania)                    | Medalla de bronce                    | 4 × 100 m                            |
| 2024                                 | Roma (Italia)                        | Medalla de plata                     | 4 × 100 m                            |